# Pat Onstad
Patrick „Pat” Onstad (ur. 13 stycznia 1968 w Vancouver) – kanadyjski piłkarz grający na pozycji bramkarza.

## Początki
Onstad jako junior grał w drużynie UBC Thunderbirds z University of British Columbia.

## Kariera klubowa
Po ukończeniu studiów 17-letni wówczas Kanadyjczyk występował w Vancouver 86ers, grającym wówczas w Canadian Soccer League. W latach 1988–1989 był golkiperem występującego w tej samej lidze Winnipeg Fury. Następnie przeniósł się do Toronto Blizzard, jednak już po roku wrócił do Fury, z którym wywalczył mistrzostwo Kanady i tytuł najlepszego bramkarza ligi.
W 1994 roku przeniósł się do Toronto Rockets, grającego wtedy w amerykańsko–kanadyjskiej APSL. Po jednym sezonie podpisał kontrakt z Montreal Impact, grywał też w futsalowej drużynie Edmonton Drillers. W 1997 roku został zawodnikiem Toronto Lynx, skąd rok później przeszedł do Rochester Raging Rhinos. Tutaj w pierwszym sezonie zdobył tytuł najlepszego golkipera w lidze (przepuścił 13 goli w 26 spotkaniach). Wywalczył również tytuł mistrza USL A-League. W kolejnym roku jego klub zajął 2. miejsce w lidze i zdobył US Open Cup.
W roku 1999 wyemigrował do Europy, aby reprezentować barwy szkockiego Dundee United. Tam był jednak rezerwowym i w nowym klubie nie wystąpił ani razu. Po dwóch latach powrócił do Rhinos, jednak kontuzja nadgarstka wykluczyła go z występów w większości ligowych spotkań.
W 2003 roku rodak Onstada, trener Frank Yallop, sprowadził Kanadyjczyka do San Jose Earthquakes jako zastępstwo dla Joe Cannona, który został zawodnikiem RC Lens.

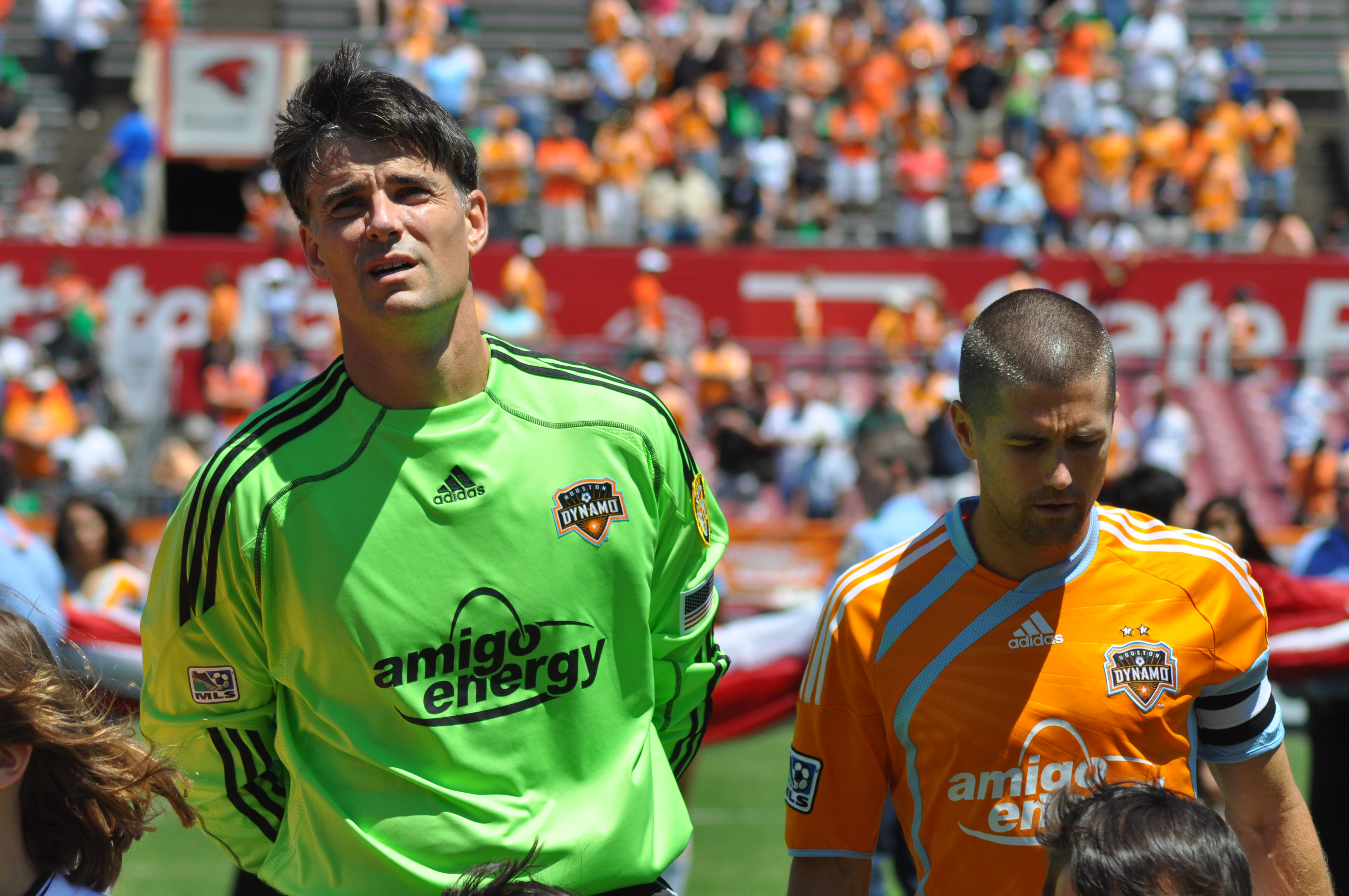
Pat Onstad (z lewej) i Wade Barrett w barwach Houston Dynamo

Szybko wywalczył sobie miejsce w wyjściowej jedenastce i zdobył z Earthquakes MLS Cup, a także indywidualną nagrodę dla bramkarza roku. Drugą z wymienionych nagród wywalczył również 2 lata później, kiedy to dzięki niemu San Jose Earthquakes zostali pierwszą amerykańską drużyną w historii, która nie doznała ani jednej domowej porażki w całym sezonie. W tych rozgrywkach zdobyli również MLS Supporters' Shield. Onstad był również wybierany do najlepszej jedenastki sezonu w latach 2003 i 2005.
Po swojej dwuletniej przygodzie z Earthquakes kanadyjski golkiper przeniósł się do Houston Dynamo. Zadebiutował tam 2 kwietnia 2006 w spotkaniu z Colorado Rapids (5:2). W tym spotkaniu skapitulował dwa razy – w 15 minucie po uderzeniu Kyle’a Beckermana i w 52 minucie po strzale Jovana Kirovskiego.

## Kariera reprezentacyjna
Pat Onstad był członkiem reprezentacji Kanady na Młodzieżowych Mistrzostwach Świata w 1987 roku. W seniorskiej kadrze zadebiutował 18 lutego 1988 w meczu z Bermudami. Był członkiem reprezentacji przez 20 lat, brał udział w trzech nieudanych kwalifikacjach Mistrzostw Świata. W 2008 roku zakończył przygodę z kanadyjską kadrą narodową, a ostatni mecz rozegrał w niej w sierpniu 2008 w spotkaniu z Jamajką. Następcą Onstada w reprezentacji zostali Lars Hirschfeld oraz Greg Sutton. Onstad brał udział w turniejach takich jak: Złoty Puchar CONCACAF 2000, Puchar Konfederacji 2001, Złoty Puchar CONCACAF 2003 i Złoty Puchar CONCACAF 2007. Tylko w pierwszej z wymienionych imprez Kanada zwyciężyła w rozgrywkach.
Onstad powrócił do reprezentacji w 2010 roku, kiedy to 24 maja w wieku 42 lat rozegrał spotkanie z Argentyną. Przepuścił wtedy aż 5 goli, ale rozegrał 57 mecz w kadrze narodowej, przez co został najczęściej występującym w niej golkiperem.

## Osiągnięcia
Rochester Raging Rhinos
- Mistrz A-League: 1998
- Zwycięzca Commissioner's Cup: 1998, 1999
- Zwycięzca US Open Cup: 1999

San Jose Earthquakes
- Zwycięzca MLS Cup: 2003
- Zwycięzca MLS Supporters' Shield: 2005

Houston Dynamo
- Zwycięzca MLS Cup: 2006, 2007

Reprezentacja Kanady
- Zdobywca Złotego Pucharu CONCACAF: 2000

Indywidualne
- MLS Goalkeeper of the Year: 2003, 2005
- MLS Best XI: 2003, 2005

## Życie prywatne
Onstad jest żonaty z pielęgniarką Becky, z którą ma troje dzieci - Peytona (ur. 2003), Owena (ur. 2006) i Abigail (ur. 2008). Jest również zapalonym fanem hokeja, w którego grał do 15. roku życia. Kibicuje drużynie Vancouver Canucks.